# Campeonato de España de patinaje sobre hielo
El Campeonato de España de Patinaje sobre Hielo es una competición de patinaje artístico que se celebra anualmente para determinar el campeón de España de cada temporada. Esta competición está organizada por la Federación Española de Deportes de Hielo (FEDH), el organismo responsable de los deportes de hielo en este país. 
El título se entrega al ganador de la clasificación final después de la disputa del Programa Corto (Short Program) y del Programa Largo (Free Program) en las disciplinas individuales Masculina y Femenina, además de los dúos de Parejas y Danza de las categorías Senior, Junior y Novice.
El Campeonato de España en la modalidad de Danza fue instaurado en 2008 y el de Parejas en 2010.

## Ediciones
| Año  | Lugar                     |
| ---- | ------------------------- |
| 1995 | Majadahonda (Madrid)      |
| 1996 | Jaca (Huesca)             |
| 1997 | Jaca (Huesca)             |
| 1998 |                           |
| 1999 | Puigcerdá (Gerona)        |
| 2000 | San Sebastián (Guipúzcoa) |
| 2001 | Barcelona                 |
| 2002 | Jaca (Huesca)             |
| 2003 | Madrid                    |
| 2004 | Viella (Lérida)           |
| 2005 | Collado Villalba (Madrid) |
| 2006 | Jaca (Huesca)             |
| 2007 | Valdemoro (Madrid)        |
| 2008 | Logroño (La Rioja)        |
| 2009 | Majadahonda (Madrid)      |
| 2010 | Barcelona                 |
| 2011 | Jaca (Huesca)             |
| 2012 | Majadahonda (Madrid)      |
| 2013 | Jaca (Huesca)             |
| 2014 | Granada                   |
| 2015 | San Sebastián (Guipúzcoa) |
| 2016 | Viella (Lérida)           |
| 2017 | Jaca (Huesca)             |
| 2018 | Logroño (La Rioja)        |
| 2019 | San Sebastián (Guipúzcoa) |